# Riverview (Nuevo Brunswick)
Riverview es un pueblo canadiense situado en la provincia de Nuevo Brunswick.

## Superficie
Riverview tiene una superficie de 34,1 km².

## Demografía
En 2021, tenía 20 584 habitantes, una densidad poblacional de 603,7 hab./km², y 8797 viviendas.